# Scopa (Italia)

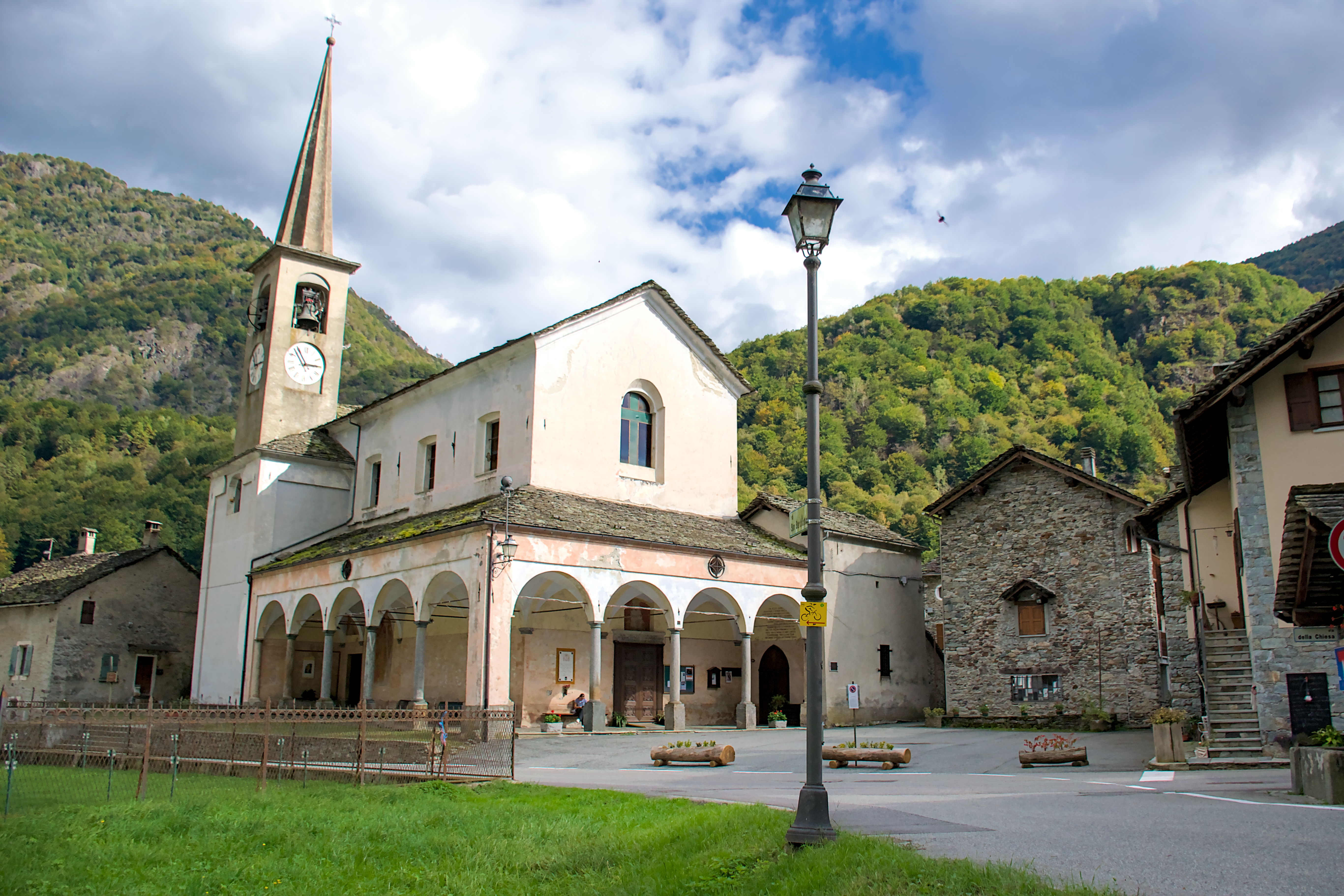
Parrocchiale di Scopa

Scopa (Scoa in piemontese; Skud in walser) è un comune italiano di 376 abitanti della provincia di Vercelli in Piemonte.

## Geografia fisica
Scopa è un piccolo paese del Piemonte situato nella parte nord-occidentale della provincia di Vercelli, nella Valsesia settentrionale. Il territorio comunale di Scopa presenta delle variazioni altimetriche molto accentuate: il fondovalle è posto a circa 622 metri di quota - ed è qui che si concentra l'abitato - mentre il punto più alto è il Monte Badile a 1922 m s.l.m.

## Origini del nome
Secondo alcuni il nome Scopa deriva dal vocabolo latino scopa, a indicare la pianta i cui rami erano utilizzati per scopare. Per altri, invece, il termine deriverebbe dal piemontese "scup" nel senso di "potatura" .

## Storia

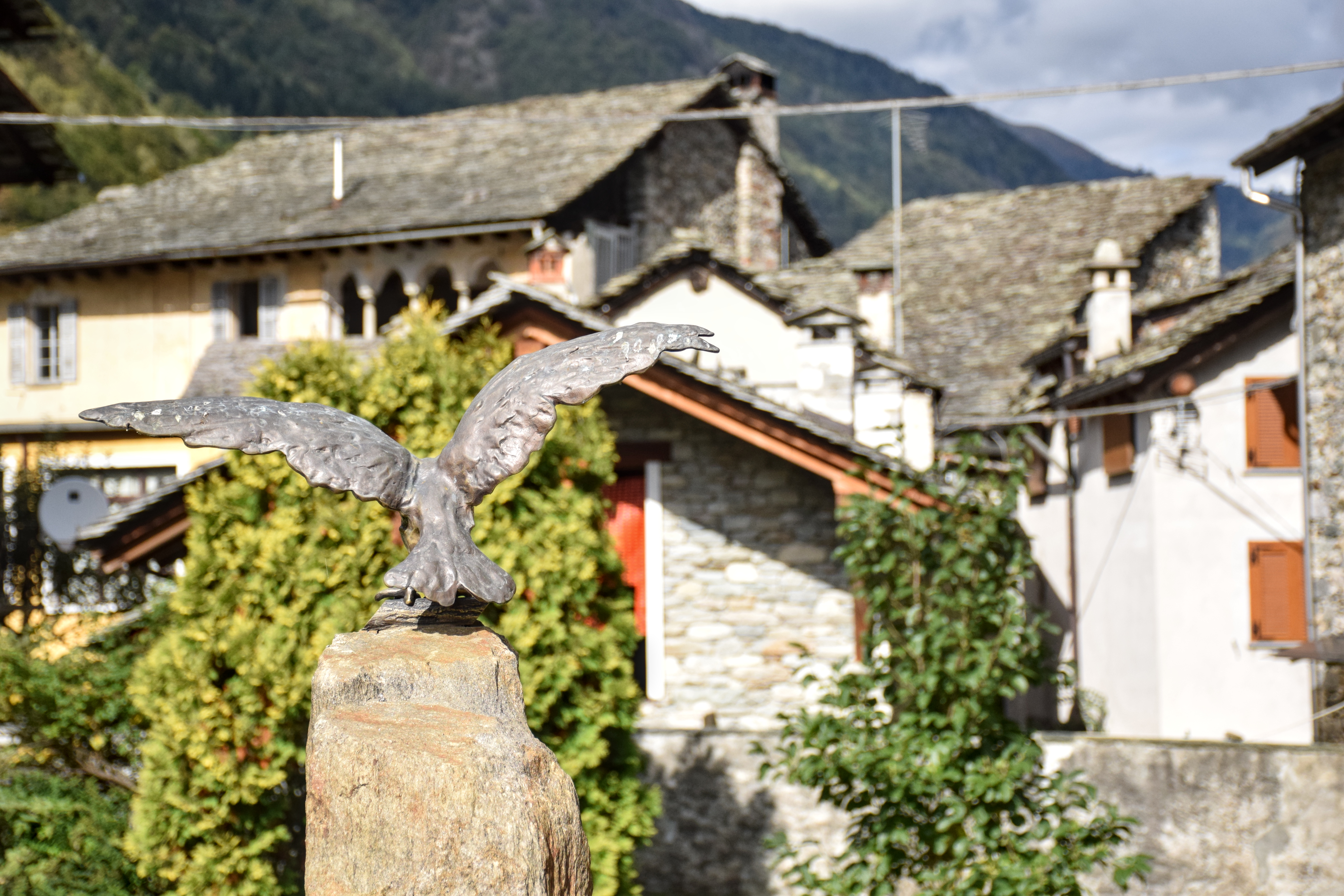
Scopa

Non sono mai state recuperate notizie relative ai primi insediamenti nella zona: il nome Scopa appare per la prima volta nel XIII secolo nel documento (giuramento di "cittadinatico"), datato 1217, di ratifica della sottomissione dei valsesiani al comune di Vercelli.
Nel 1306 a Scopa si riunirono le truppe dei valsesiani per scacciare l'eresiarca Fra' Dolcino. In seguito, dal 1350, Scopa è stata sottoposta alla dominazione del Ducato di Milano visconteo fino al 1703, anno in cui è stata ceduta a Vittorio Emanuele I di Savoia.

### Simboli
Lo stemma e il gonfalone del comune di Scopa sono stati concessi con decreto del presidente della Repubblica del 26 ottobre 1955.
Il gonfalone municipale è un drappo di verde.

## Monumenti e luoghi d'interesse
Tra i beni artistici di Scopa vi sono alcuni edifici religiosi:
- la parrocchia di San Bartolomeo, rifatta nel 1596, che ha un portico ornato di affreschi dello stesso secolo della scuola di Gaudenzio Ferrari.
- l'oratorio di Santa Maria Maddalena, con il portale decorato da un dipinto raffigurante la santa, che i fedeli sono soliti invocare per chiedere la pioggia, e la cui festa cade nel mese di agosto.

## Società

### Evoluzione demografica
Abitanti censiti